# Piglet Glacier
Der Piglet Glacier (englisch für Ferkel-Gletscher) ist ein Gletscher an der Walgreen-Küste des westantarktischen Marie-Byrd-Lands. Ursprünglich ein Zufluss des Pine-Island-Gletschers mündet er infolge dessen Rückzugs inzwischen direkt in die Pine Island Bay.
Britische Wissenschaftler benannten ihn in Anlehnung an das Akronym PIG (englisch für Schwein) für den Pine-Island-Gletscher.